# Credit Suisse Group
Credit Suisse Group AG – szwajcarskie przedsiębiorstwo finansowe z siedzibą w Zurychu, w Szwajcarii.

## Działalność
Jest drugim pod względem wielkości bankiem szwajcarskim, ustępując miejsca tylko UBS.
Credit Suisse Group AG zostało założone w roku 1856 pod nazwą Schweizerische Kreditanstalt (SKA, Szwajcarska Instytucja Kredytowa).
Od 2006 roku bank rozpoczął działalność jako zintegrowany bank uniwersalny w skali globalnej, dostarczając klientom kompleksowe rozwiązania w zakresie bankowości prywatnej, inwestycyjnej i zarządzania aktywami.

## Historia
9 maja 1940 bank otworzył swój pierwszy oddział poza granicami Szwajcarii, w Nowym Jorku. W roku 1988 bank uzyskał pakiet większościowy udziałów w The First Boston Corporation, stąd wzięła się jego nazwa działu bankowości inwestycyjnej: Credit Suisse First Boston. W 1993 r. Credit Suisse Group AG kupiła Schweizerische Volksbank (Ludowy Bank Szwajcarii). W 1996 roku dwa banki detaliczne zostały przejęte i przemianowane na Credit Suisse Group AG. Natomiast w roku 2000 przejęto bank inwestycyjny Donaldson, Lufkin & Jenrette (DLJ) za 12,8 mld. dolarów, i razem z nim dział oprogramowania e-commerce, w tym DLJ Direct, nabyte później przez Bank of Montreal.

### Upadek

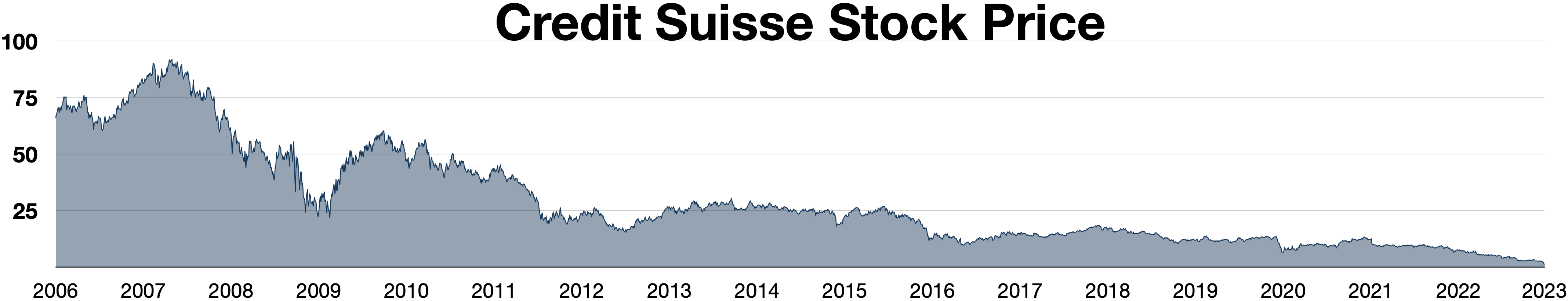
Kurs akcji Credit Suisse

15 marca 2023 r. kurs akcji Credit Suisse spadł o prawie 25 proc. po tym, jak Saudi National Bank, jego największy inwestor, oświadczył, że nie może udzielić większej pomocy finansowej. Cena rynkowa niezabezpieczonych obligacji banku, których termin zapadalności przypada na 2027 rok, spadła tego dnia do poziomu 33 proc. wartości nominalnej z 90 proc. wartości nominalnej na początku miesiąca.
Jeszcze w tym samym tygodniu Credit Suisse starał się podbudować swoje finanse, zaciągając pożyczkę w wysokości 50 mld franków szwajcarskich w Szwajcarskim Banku Narodowym (SNB); bank przystąpił później do zakupu trzech miliardów franków szwajcarskich własnego długu i wystawienia na sprzedaż hotelu Baur en Ville w Zurychu. Interwencja ta nie powstrzymała jednak inwestorów i klientów od wycofywania swoich pieniędzy z Credit Suisse – w ciągu tygodnia odpływy przekroczyły 10 mld franków szwajcarskich. Sytuacja była na tyle trudna, że SNB i rząd szwajcarski rozpoczęły rozmowy w celu przyspieszenia przejęcia banku przez UBS.
19 marca 2023 r. szwajcarski bank inwestycyjny UBS Group AG zgodził się kupić Credit Suisse za 3 mld CHF (3,2 mld USD) w ramach transakcji obejmującej wszystkie akcje, w której pośredniczył rząd Szwajcarii i Szwajcarski Urząd Nadzoru nad Rynkiem Finansowym (FINMA). Szwajcarski Bank Narodowy wsparł transakcję, zapewniając ponad 100 mld CHF (104 mld USD) płynności dla UBS po przejęciu Credit Suisse, natomiast rząd Szwajcarii udzielił gwarancji UBS na pokrycie strat w wysokości do 9 mld CHF (9,6 mld USD) w krótkim terminie.